# Eugalta chinensis
Eugalta chinensis là một loài tò vò trong họ Ichneumonidae.